# Casa Puig i Cadafalch
La casa Puig i Cadafalch è stata la casa estiva del noto architetto Josep Puig i Cadafalch. 
Costruita tra il 1897 e il 1905 nel comune di Argentona è stata realizzata dalla trasformazione di tre edifici. Ha un interno labirintico e uno stile di influenza medievale e presenta facciate con elementi architettonici modernisti. Il suo stato di conservazione attuale è molto carente tanto che durante il mese di dicembre 2010 è caduto un pezzo delle pareti che circondano la proprietà. All'inizio di febbraio 2011, i Maulets di Argentona hanno effettuato un'azione simbolica per denunciare la pessima condizione dell'edificio.